# Stazione sperimentale per i combustibili
La Stazione sperimentale per i combustibili (SSC) è una azienda speciale della Camera di commercio di Milano con sede nella stessa città.
Dal 1º ottobre 2011 la Stazione, le altre tre stazioni sperimentali presenti a Milano e la ex azienda speciale Innovhub, confluiscono nell'azienda speciale Innovhub Stazioni sperimentali per l'industria (ISSI).
La legittimità giuridica della costruzione ad hoc delle Aziende speciali, quali soggetti giuridici nei quali far confluire direttamente i dipendenti delle soppresse Stazioni Sperimentali è stata rigettata dalla sentenza pronunciata il 5 aprile 2013 dal Giudice del lavoro del Tribunale di Nocera Inferiore, nel ricorso presentato dai dipendenti della sede periferica della SSICA situata ad Angri, nei confronti della CCIAA di Parma. Accertati e dichiarati trasferiti ope legis i rapporti di lavoro subordinato a tempo indeterminato, intercorrenti tra i ricorrenti e la soppressa Stazione Sperimentale SSICA, alla Camera di Commercio di Parma, a decorrere dall'entrata in vigore del D.L. 31.05.2010 n.78.
Scopo della Stazione è la ricerca scientifica applicata applicata al settore delle industrie che operano nei settori della importazione, produzione e trasformazione dei combustibili.

## Struttura
Nella Stazione lavorano circa settanta persone tra cui circa venti laureati in chimica e in ingegneria chimica.

## Attività
Le attività svolte dalla Stazione si possono raggruppare in:
- ricerca scientifica applicata
- prove e consulenze chimiche e fisiche sui combustibili